# Amerikai női labdarúgó-válogatott
Az amerikai női labdarúgó-válogatottat az amerikai labdarúgó-szövetség működteti. A csapat négyszer nyert női labdarúgó-világbajnokságot (1991, 1999, 2015, 2019); négyszer olimpiát (1996, 2004, 2008 és 2012), valamint tíz alkalommal nyerte meg az Algarve-kupát (2000, 2003, 2004, 2005, 2007, 2008, 2010, 2011, 2013 és 2015). Az USA női U19-es labdarúgó-válogatott megnyerte az első női U19-es labdarúgó-világbajnokságot 2002-ben.
A csapat 1985. augusztus 19-én játszotta az első mérkőzését Mike Ryan kapitánykodása alatt (nem rokona a 2005-2007-ig szövetségi kapitánynak, Greg Ryan-nek). 2004 márciusában ketten abból a csapatból, Mia Hamm (aki abban az évben vonult vissza, miután szerepelt az USA olimpiai csapatában) és Michelle Akers (aki szintén visszavonult már) volt az két nő, akit neveztek a FIFA 100-ba, a 125 legnagyszerűbb élő labdarúgó listájába, melyet Pelé állított össze a Nemzetközi Labdarúgó-szövetség centenáriuma alkalmából.
A sok egyéb díj között a csapatot választották az USA Olimpiai Bizottságának 1997-ben és 1999-ben. A Sports Illustrated magazin a csapatot 1999-ben az év sportemberének választotta.

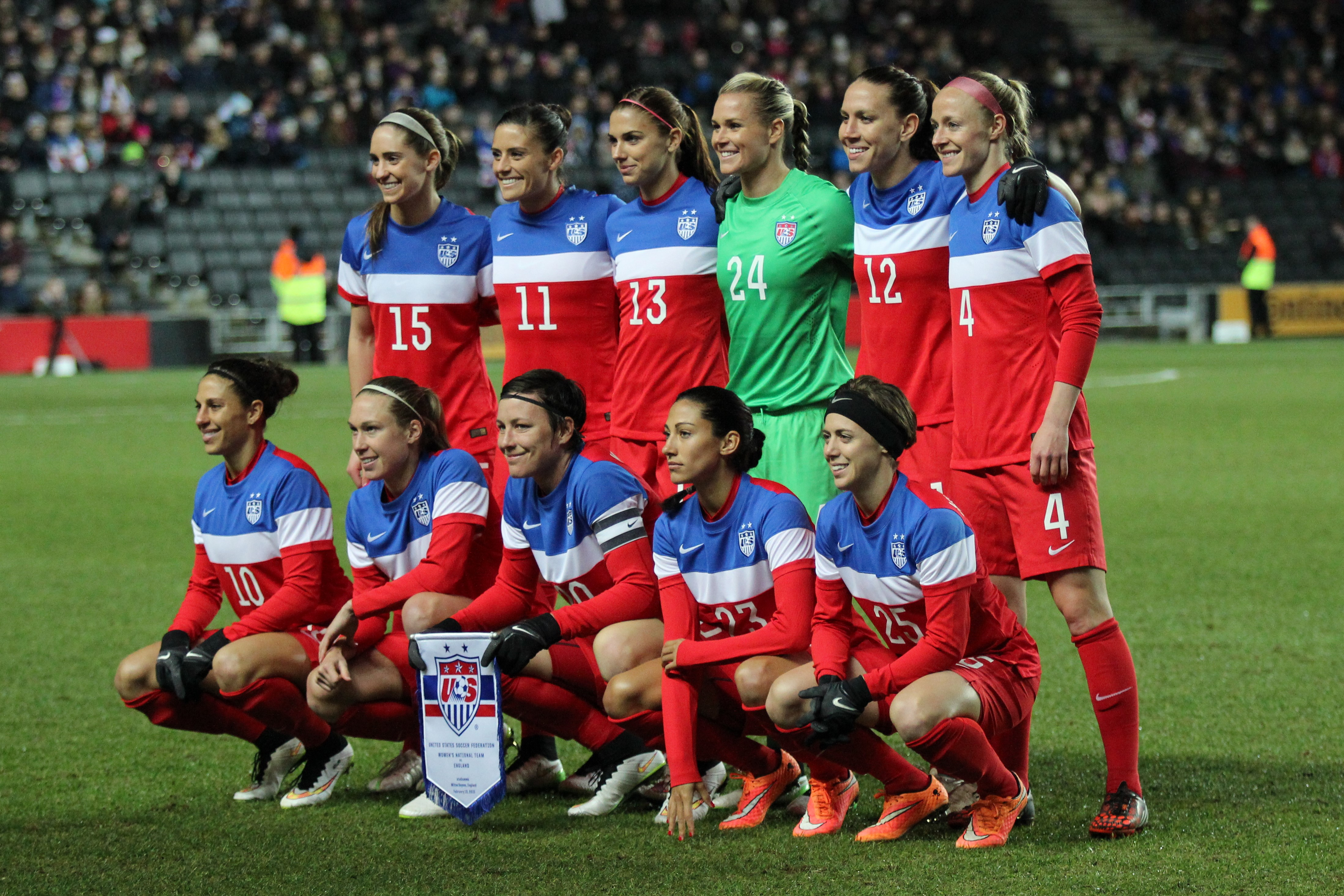
Az amerikai válogatott 2015. február 13-án az Anglia elleni barátságos mérkőzésen.
Felső sor, balról: Morgan Brian, Ali Krieger, Alex Morgan, Ashlyn Harris, Lauren Holiday, Becky Sauerbrunn.
Alsó sor, balról: Carli Lloyd, Whitney Engen, Abby Wambach, Christen Press, Meghan Klingenberg.

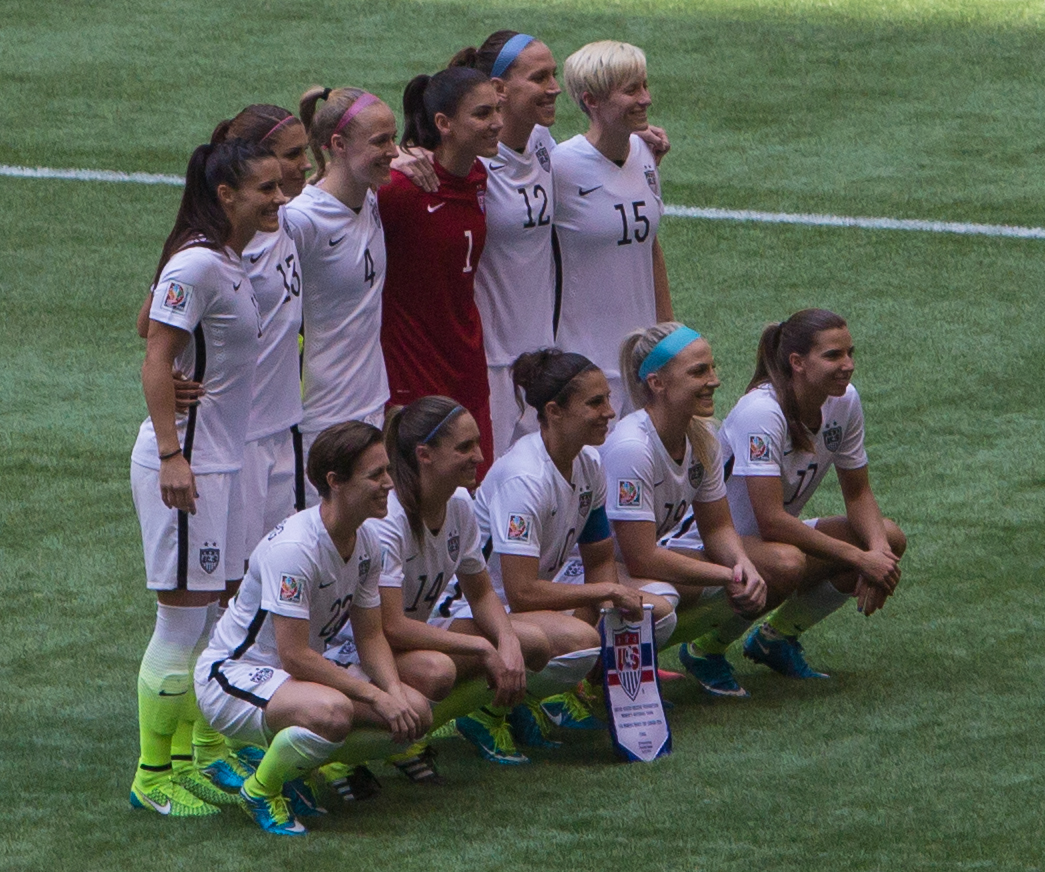
Japán ellen a világbajnoki döntőn, 2015. július 5-én.
Felső sor, balról: Ali Krieger, Alex Morgan, Becky Sauerbrunn, Hope Solo, Lauren Holiday, Megan Rapinoe.
Alsó sor, balról: Meghan Klingenberg, Morgan Brian, Carli Lloyd, Julie Ertz, Tobin Heath.

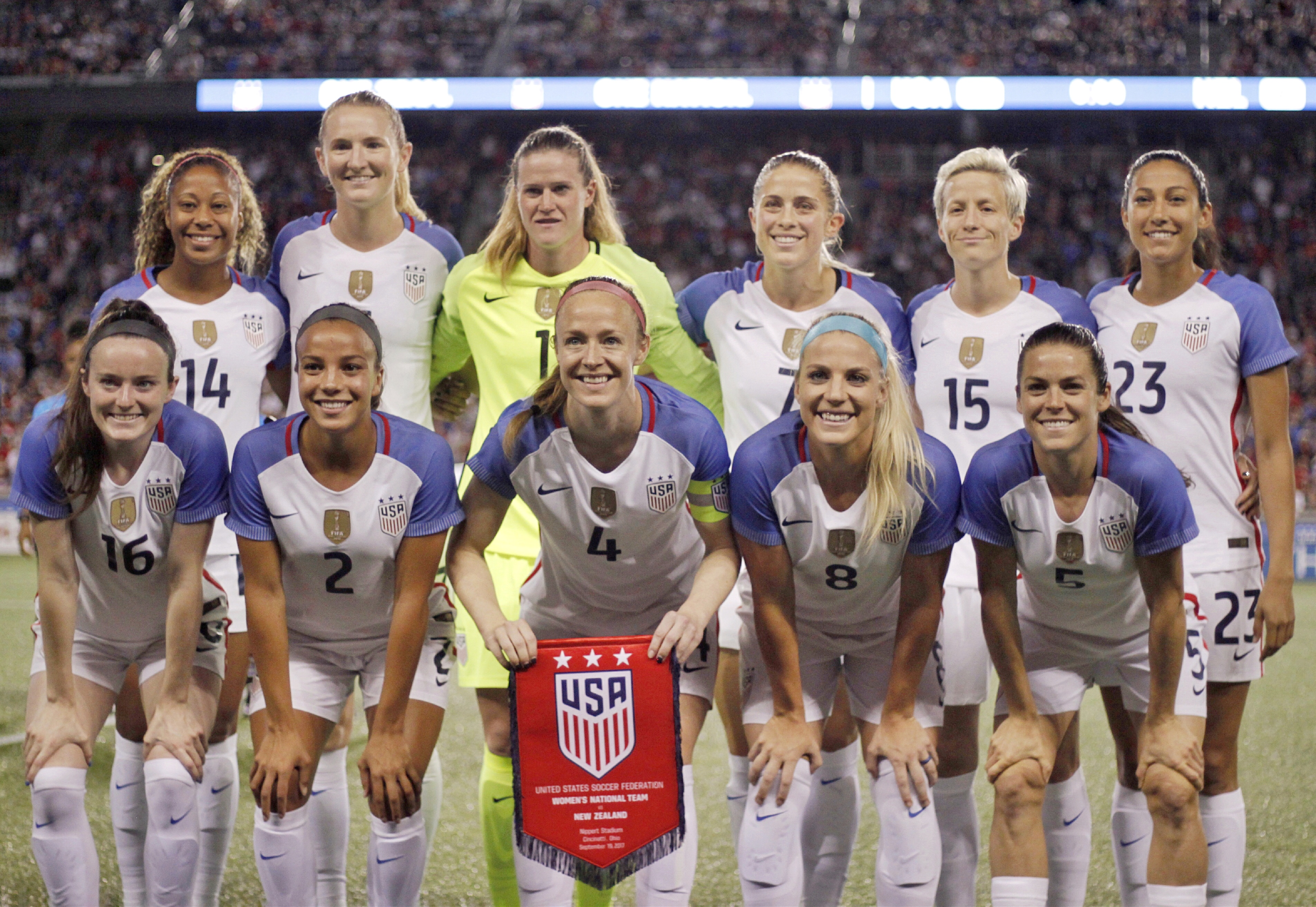
Új-Zéland ellen 2017. szeptember 19-én.
Felső sor, balról: Casey Short, Samantha Mewis, Alyssa Naeher, Abby Dahlkemper, Megan Rapinoe, Christen Press.
Alsó sor, balról: Rose Lavelle, Mallory Pugh, Becky Sauerbrunn, Julie Ertz, Kelley O’Hara.

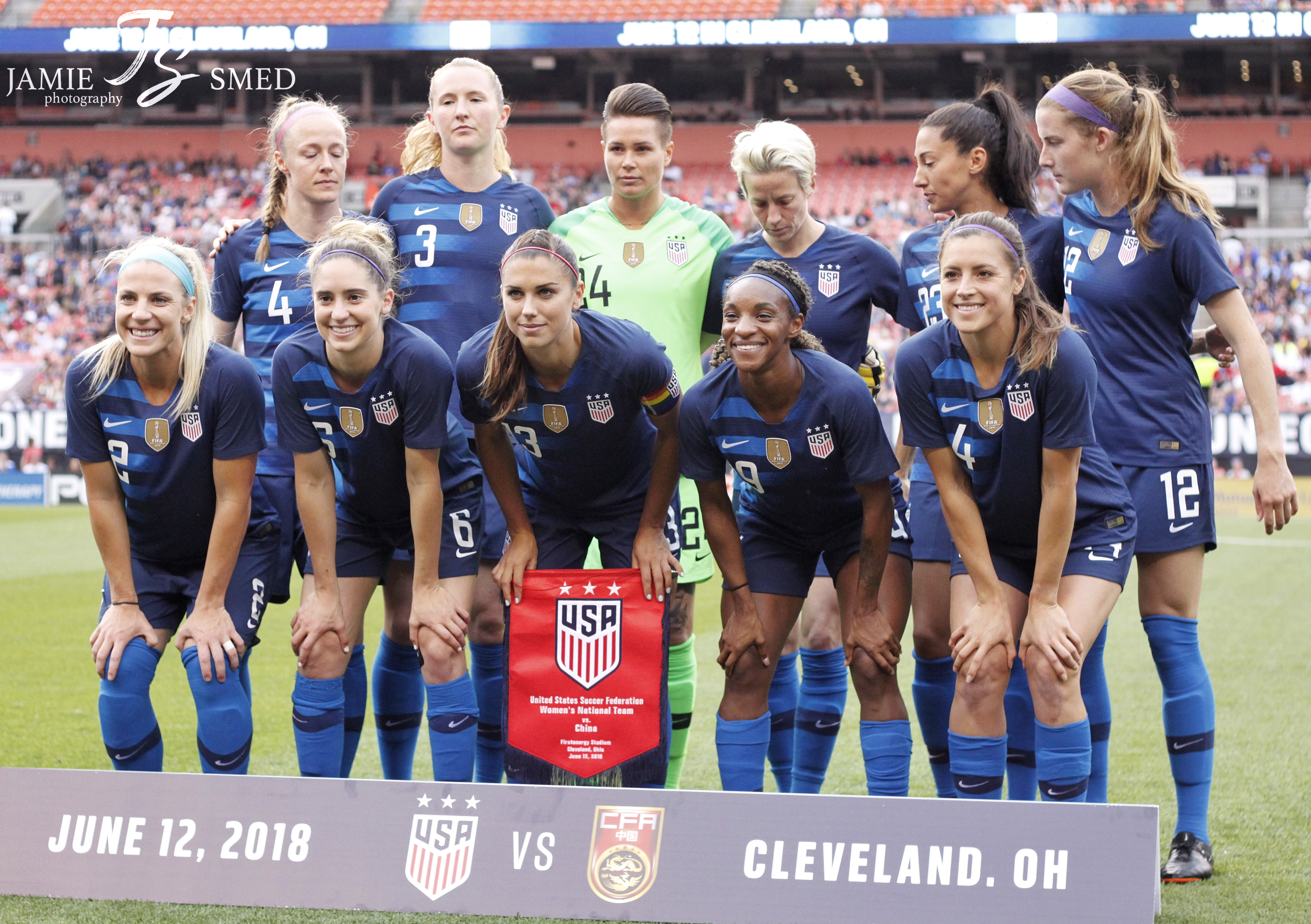
2018. június 12-én Kína ellen.
Felső sor, balról: Becky Sauerbrunn, Samantha Mewis, Ashlyn Harris, Megan Rapinoe, Christen Press, Tierna Davidson.
Alsó sor, balról: Julie Ertz, Morgan Brian, Alex Morgan, Crystal Dunn, Becky Sauerbrunn.

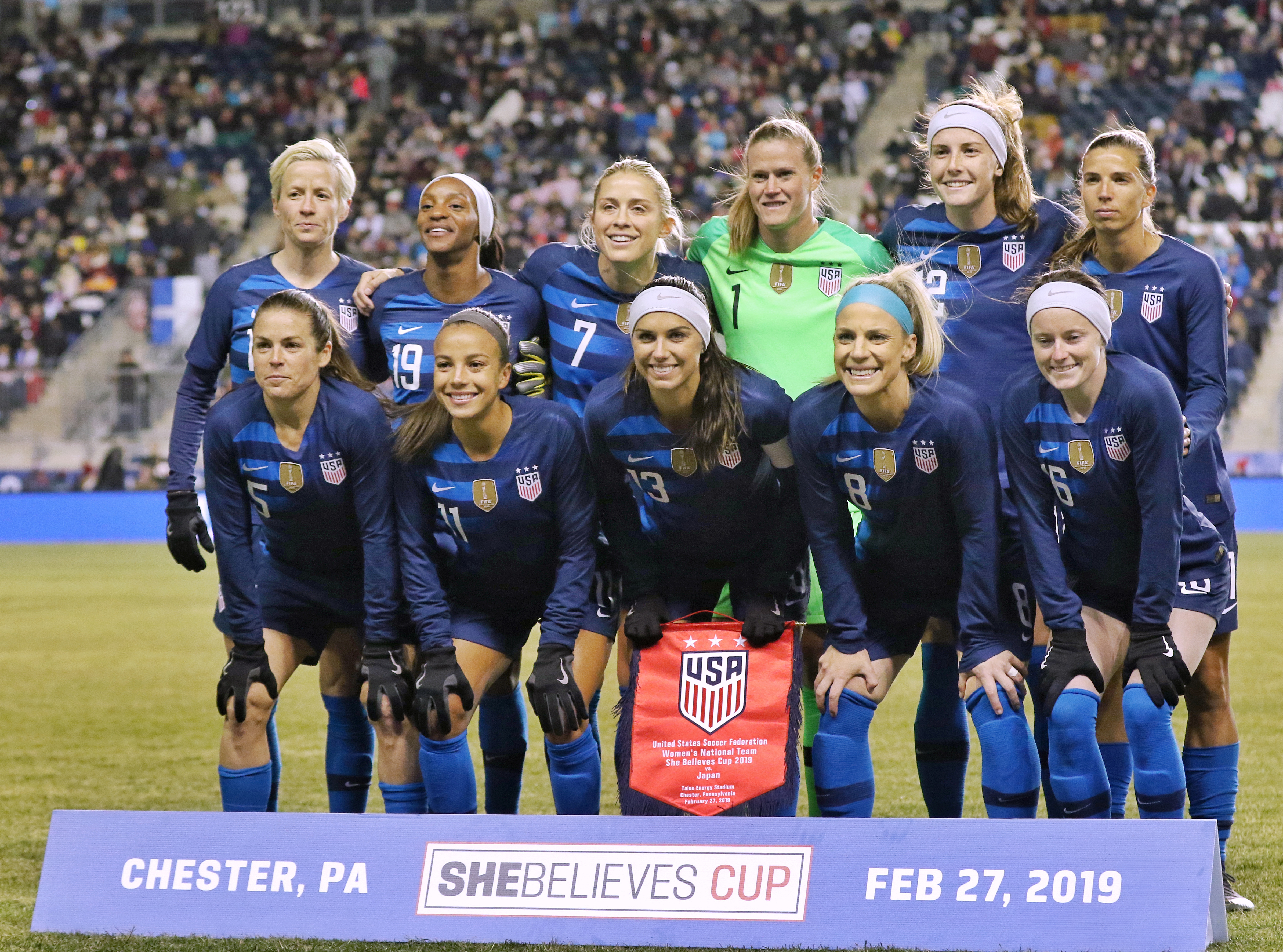
Az amerikai válogatott 2019. február 27-én a Japán elleni SheBelieves-kupa találkozón.
Felső sor, balról: Megan Rapinoe, Crystal Dunn, Abby Dahlkemper, Alyssa Naeher, Tierna Davidson,Tobin Heath.
Alsó sor, balról: Kelley O'Hara, Mallory Pugh, Alex Morgan, Julie Ertz, Rose Lavelle.

## Eredmények

### Világbajnokság
- 1991 – Aranyérmes
- 1995 – Bronzérmes
- 1999 – Aranyérmes
- 2003 – Bronzérmes
- 2007 – Bronzérmes
- 2011 – Ezüstérmes
- 2015 – Aranyérmes
- 2019 – Aranyérmes

### Olimpia
A női olimpiai csapatoknál nincs korhatár
- 1996 – Aranyérmes
- 2000 – Ezüstérmes
- 2004 – Aranyérmes
- 2008 – Aranyérmes
- 2012 – Aranyérmes
- 2016 – 5. hely
- 2020 – Bronzérmes

### Aranykupa
- 1991 – Aranyérmes
- 1993 – Aranyérmes
- 1994 – Aranyérmes
- 1998 – nem indult
- 2000 – Aranyérmes
- 2002 – Aranyérmes
- 2006 – Aranyérmes
- 2010 – Bronzérmes
- 2014 – Aranyérmes
- 2018 – Aranyérmes

### Pánamerikai játékok
- 1999 – Aranyérmes
- 2003 – nem indult
- 2007 – Ezüstérmes
- 2011 – nem indult
- 2015 – nem indult
- 2019 – nem indult

### Algarve-kupa
- 1994 – Ezüstérmes
- 1995 – 4. hely
- 1996 – nem indult
- 1997 – Bronzérmes
- 1998 – Bronzérmes
- 1999 – Ezüstérmes
- 2000 – Aranyérmes
- 2001 – 6. hely
- 2002 – 5. hely
- 2003 – Aranyérmes
- 2004 – Aranyérmes
- 2005 – Aranyérmes
- 2006 – Ezüstérmes
- 2007 – Aranyérmes
- 2008 – Aranyérmes
- 2009 – Ezüstérmes
- 2010 – Aranyérmes
- 2011 – Aranyérmes
- 2012 – Bronzérmes
- 2013 – Aranyérmes
- 2015 – Aranyérmes
- 2016 – nem indult
- 2017 – nem indult
- 2018 – nem indult
- 2019 – nem indult

### SheBelieves-kupa
- 2016 – Aranyérmes
- 2017 – 4. hely
- 2018 – Aranyérmes
- 2019 – Ezüstérmes

### Nemzetek Tornája
- 2017 – Ezüstérmes
- 2018 – Aranyérmes

### Ciprus-kupa
- 2008 – Ezüstérmes

### Albena-kupa
- 1991 – Aranyérmes

### Torneio Internacional
- 2014 – Ezüstérmes

### Négy Nemzet Tornája
- 1998 – Aranyérmes
- 2002 – Bronzérmes
- 2003 – Aranyérmes
- 2004 – Aranyérmes
- 2005 – nem indult
- 2006 – Aranyérmes
- 2007 – Aranyérmes
- 2008 – Aranyérmes
- 2009 – nem indult
- 2011 – Aranyérmes
- 2012 – nem indult
- 2013 – nem indult
- 2014 – nem indult
- 2015 – nem indult
- 2016 – nem indult
- 2017 – nem indult
- 2018 – nem indult
- 2019 – nem indult

### Peace Queen-kupa
- 2006 – Aranyérmes
- 2008 – Aranyérmes

## Játékoskeret
A válogatott bő kerete a 2021. április 13-i  Franciaország elleni mérkőzés után frissítve
| Szám | Poszt | Név              | Születési dátum / Kor          | Válogatottság | Gólok | Klub                    |
| ---- | ----- | ---------------- | ------------------------------ | ------------- | ----- | ----------------------- |
|      | K     | Aubrey Bledsoe   | 1991. november 20. (33 éves)   | 0             | 0     | Washington Spirit       |
|      | K     | Jane Campbell    | 1995. február 17. (30 éves)    | 5             | 0     | Houston Dash            |
|      | K     | Adrianna Franch  | 1990. november 12. (34 éves)   | 4             | 0     | Portland Thorns         |
|      | K     | Ashlyn Harris    | 1985. október 19. (39 éves)    | 25            | 0     | Orlando Pride           |
|      | K     | Casey Murphy     | 1996. április 25. (28 éves)    | 0             | 0     | North Carolina Courage  |
|      | K     | Alyssa Naeher    | 1988. április 20. (36 éves)    | 69            | 0     | Chicago Red Stars       |
|      | V     | Becky Sauerbrunn | 1985. június 6. (39 éves)      | 184           | 0     | Portland Thorns         |
|      | V     | Kelley O'Hara    | 1988. augusztus 4. (36 éves)   | 136           | 2     | Washington Spirit       |
|      | V     | Crystal Dunn     | 1992. július 3. (32 éves)      | 111           | 24    | Portland Thorns         |
|      | V     | Abby Dahlkemper  | 1993. május 13. (31 éves)      | 66            | 0     | Manchester City         |
|      | V     | Emily Sonnett    | 1993. november 25. (31 éves)   | 51            | 0     | Washington Spirit       |
|      | V     | Tierna Davidson  | 1998. szeptember 19. (26 éves) | 29            | 1     | Chicago Red Stars       |
|      | V     | Margaret Purce   | 1995. szeptember 18. (29 éves) | 6             | 1     | NJ/NY Gotham FC         |
|      | V     | Alana Cook       | 1997. április 11. (27 éves)    | 2             | 0     | Paris Saint-Germain     |
|      | V     | Casey Krueger    | 1990. augusztus 23. (34 éves)  | 34            | 0     | Chicago Red Stars       |
|      | V     | Emily Fox        | 1998. július 5. (26 éves)      | 4             | 0     | Racing Louisville       |
|      | V     | Ali Krieger      | 1984. július 28. (40 éves)     | 108           | 1     | Orlando Pride           |
|      | V     | Naomi Girma      | 2000. június 14. (24 éves)     | 0             | 0     | Stanford Cardinal       |
|      | V     | Sarah Gorden     | 1992. szeptember 13. (32 éves) | 0             | 0     | Chicago Red Stars       |
|      | KP    | Lindsey Horan    | 1994. május 26. (30 éves)      | 93            | 20    | Portland Thorns         |
|      | KP    | Sam Mewis        | 1992. október 9. (32 éves)     | 72            | 21    | North Carolina Courage  |
|      | KP    | Rose Lavelle     | 1995. május 14. (29 éves)      | 53            | 14    | OL Reign                |
|      | KP    | Kristie Mewis    | 1991. február 25. (34 éves)    | 22            | 4     | Houston Dash            |
|      | KP    | Andi Sullivan    | 1995. december 20. (29 éves)   | 16            | 0     | Washington Spirit       |
|      | KP    | Catarina Macario | 1999. október 4. (25 éves)     | 3             | 1     | Olympique Lyon          |
|      | KP    | Julie Ertz       | 1992. április 6. (32 éves)     | 110           | 20    | Chicago Red Stars       |
|      | KP    | Jaelin Howell    | 1999. november 21. (25 éves)   | 2             | 0     | Florida State Seminoles |
|      | KP    | Morgan Gautrat   | 1993. február 26. (32 éves)    | 87            | 8     | Chicago Red Stars       |
|      | KP    | Shea Groom       | 1993. március 4. (32 éves)     | 0             | 0     | Houston Dash            |
|      | KP    | Ashley Sanchez   | 1999. március 16. (25 éves)    | 0             | 0     | Washington Spirit       |
|      | CS    | Carli Lloyd      | 1982. július 16. (42 éves)     | 301           | 124   | NJ/NY Gotham FC         |
|      | CS    | Alex Morgan      | 1989. július 2. (35 éves)      | 175           | 109   | Orlando Pride           |
|      | CS    | Megan Rapinoe    | 1985. július 5. (39 éves)      | 175           | 59    | OL Reign                |
|      | CS    | Christen Press   | 1988. december 29. (36 éves)   | 144           | 60    | Manchester United       |
|      | CS    | Lynn Williams    | 1993. május 21. (31 éves)      | 34            | 10    | North Carolina Courage  |
|      | CS    | Sophia Smith     | 2000. augusztus 10. (24 éves)  | 4             | 0     | Portland Thorns         |
|      | CS    | Mallory Pugh     | 1998. április 29. (26 éves)    | 63            | 18    | Chicago Red Stars       |
|      | CS    | Tobin Heath      | 1988. május 29. (36 éves)      | 169           | 33    | Manchester United       |
|      | CS    | Ashley Hatch     | 1995. május 25. (29 éves)      | 2             | 0     | Washington Spirit       |
|      | CS    | Kealia Watt      | 1992. január 31. (33 éves)     | 3             | 1     | Chicago Red Stars       |
|      | CS    | Bethany Balcer   | 1997. március 7. (27 éves)     | 0             | 0     | OL Reign                |
|      | CS    | Mia Fishel       | 2001. április 30. (23 éves)    | 0             | 0     | UCLA Bruins             |

| Szám | Poszt | Név              | Születési dátum / Kor          | Válogatottság | Gólok | Klub                    |
| ---- | ----- | ---------------- | ------------------------------ | ------------- | ----- | ----------------------- |
|      | K     | Aubrey Bledsoe   | 1991. november 20. (33 éves)   | 0             | 0     | Washington Spirit       |
|      | K     | Jane Campbell    | 1995. február 17. (30 éves)    | 5             | 0     | Houston Dash            |
|      | K     | Adrianna Franch  | 1990. november 12. (34 éves)   | 4             | 0     | Portland Thorns         |
|      | K     | Ashlyn Harris    | 1985. október 19. (39 éves)    | 25            | 0     | Orlando Pride           |
|      | K     | Casey Murphy     | 1996. április 25. (28 éves)    | 0             | 0     | North Carolina Courage  |
|      | K     | Alyssa Naeher    | 1988. április 20. (36 éves)    | 69            | 0     | Chicago Red Stars       |
|      | V     | Becky Sauerbrunn | 1985. június 6. (39 éves)      | 184           | 0     | Portland Thorns         |
|      | V     | Kelley O'Hara    | 1988. augusztus 4. (36 éves)   | 136           | 2     | Washington Spirit       |
|      | V     | Crystal Dunn     | 1992. július 3. (32 éves)      | 111           | 24    | Portland Thorns         |
|      | V     | Abby Dahlkemper  | 1993. május 13. (31 éves)      | 66            | 0     | Manchester City         |
|      | V     | Emily Sonnett    | 1993. november 25. (31 éves)   | 51            | 0     | Washington Spirit       |
|      | V     | Tierna Davidson  | 1998. szeptember 19. (26 éves) | 29            | 1     | Chicago Red Stars       |
|      | V     | Margaret Purce   | 1995. szeptember 18. (29 éves) | 6             | 1     | NJ/NY Gotham FC         |
|      | V     | Alana Cook       | 1997. április 11. (27 éves)    | 2             | 0     | Paris Saint-Germain     |
|      | V     | Casey Krueger    | 1990. augusztus 23. (34 éves)  | 34            | 0     | Chicago Red Stars       |
|      | V     | Emily Fox        | 1998. július 5. (26 éves)      | 4             | 0     | Racing Louisville       |
|      | V     | Ali Krieger      | 1984. július 28. (40 éves)     | 108           | 1     | Orlando Pride           |
|      | V     | Naomi Girma      | 2000. június 14. (24 éves)     | 0             | 0     | Stanford Cardinal       |
|      | V     | Sarah Gorden     | 1992. szeptember 13. (32 éves) | 0             | 0     | Chicago Red Stars       |
|      | KP    | Lindsey Horan    | 1994. május 26. (30 éves)      | 93            | 20    | Portland Thorns         |
|      | KP    | Sam Mewis        | 1992. október 9. (32 éves)     | 72            | 21    | North Carolina Courage  |
|      | KP    | Rose Lavelle     | 1995. május 14. (29 éves)      | 53            | 14    | OL Reign                |
|      | KP    | Kristie Mewis    | 1991. február 25. (34 éves)    | 22            | 4     | Houston Dash            |
|      | KP    | Andi Sullivan    | 1995. december 20. (29 éves)   | 16            | 0     | Washington Spirit       |
|      | KP    | Catarina Macario | 1999. október 4. (25 éves)     | 3             | 1     | Olympique Lyon          |
|      | KP    | Julie Ertz       | 1992. április 6. (32 éves)     | 110           | 20    | Chicago Red Stars       |
|      | KP    | Jaelin Howell    | 1999. november 21. (25 éves)   | 2             | 0     | Florida State Seminoles |
|      | KP    | Morgan Gautrat   | 1993. február 26. (32 éves)    | 87            | 8     | Chicago Red Stars       |
|      | KP    | Shea Groom       | 1993. március 4. (32 éves)     | 0             | 0     | Houston Dash            |
|      | KP    | Ashley Sanchez   | 1999. március 16. (25 éves)    | 0             | 0     | Washington Spirit       |
|      | CS    | Carli Lloyd      | 1982. július 16. (42 éves)     | 301           | 124   | NJ/NY Gotham FC         |
|      | CS    | Alex Morgan      | 1989. július 2. (35 éves)      | 175           | 109   | Orlando Pride           |
|      | CS    | Megan Rapinoe    | 1985. július 5. (39 éves)      | 175           | 59    | OL Reign                |
|      | CS    | Christen Press   | 1988. december 29. (36 éves)   | 144           | 60    | Manchester United       |
|      | CS    | Lynn Williams    | 1993. május 21. (31 éves)      | 34            | 10    | North Carolina Courage  |
|      | CS    | Sophia Smith     | 2000. augusztus 10. (24 éves)  | 4             | 0     | Portland Thorns         |
|      | CS    | Mallory Pugh     | 1998. április 29. (26 éves)    | 63            | 18    | Chicago Red Stars       |
|      | CS    | Tobin Heath      | 1988. május 29. (36 éves)      | 169           | 33    | Manchester United       |
|      | CS    | Ashley Hatch     | 1995. május 25. (29 éves)      | 2             | 0     | Washington Spirit       |
|      | CS    | Kealia Watt      | 1992. január 31. (33 éves)     | 3             | 1     | Chicago Red Stars       |
|      | CS    | Bethany Balcer   | 1997. március 7. (27 éves)     | 0             | 0     | OL Reign                |
|      | CS    | Mia Fishel       | 2001. április 30. (23 éves)    | 0             | 0     | UCLA Bruins             |

## Játékostörténelem

### Válogatottsági rekordok, korábbi híres játékosok
| - Michelle Akers - Nicole Barnhart - Shannon Boxx - Morgan Brian - Lori Chalupny - Brandi Chastain - Stephanie Cox - Abby Dahlkemper - Tierna Davidson - Tracy Ducar - Crystal Dunn - Whitney Engen - Julie Ertz - Lorrie Fair - Joy Fawcett - Danielle Fotopoulos - Julie Foudy - Adrianna Franch - Linda Hamilton - Mia Hamm - Ashlyn Harris - April Heinrichs - Tobin Heath - Lauren Holiday - Lindsey Horan - Angela Hucles - Carin Jennings-Gabarra - Natasha Kai - Debbie Keller - Meghan Klingenberg - Ali Krieger - Jennifer Lalor - Rose Lavelle - Sydney Leroux | - Kristine Lilly - Lori Lindsey - Carli Lloyd - Allie Long - Stephanie Lopez - Shannon MacMillan - Kate Markgraf - Jessica McDonald - Samantha Mewis - Heather Mitts - Alex Morgan - Alyssa Naeher - Leslie Osborne - Carla Overbeck - Kelley O’Hara - Heather O’Reilly - Cindy Parlow - Christie Pearce - Christen Press - Mallory Pugh - Megan Rapinoe - Tiffany Roberts - Amy Rodriguez - Becky Sauerbrunn - Briana Scurry - Danielle Slaton - Hope Solo - Emily Sonnett - Thori Staples - Tisha Venturini - Abby Wambach - Aly Wagner - Saskia Webber - McCall Zerboni |

### Szövetségi kapitányok
| Vezetőedző        | Időszak         | Mérk. | Gy  | D  | V  | Győzelmi % |
| ----------------- | --------------- | ----- | --- | -- | -- | ---------- |
| Mike Ryan         | 1985            | 4     | 0   | 1  | 3  | 12.5       |
| Anson Dorrance    | 1986–1994       | 93    | 66  | 22 | 5  | 73.7       |
| Tony DiCicco      | 1994–1999       | 119   | 103 | 8  | 8  | 89.9       |
| Lauren Gregg      | 2000            | 3     | 2   | 1  | 0  | 83.3       |
| April Heinrichs   | 2000–2004       | 124   | 87  | 20 | 17 | 78.2       |
| Greg Ryan         | 2005–2007       | 55    | 45  | 9  | 1  | 90.0       |
| Pia Sundhage      | 2007–2012       | 107   | 91  | 10 | 6  | 89.7       |
| Tom Sermanni      | 2013–2014       | 23    | 17  | 4  | 2  | 82.6       |
| Jill Ellis        | 2012, 2014–2019 | 38    | 28  | 8  | 2  | 84.2       |
| Vlatko Andonovski | 2019–           | 18    | 17  | 0  | 1  | 94.4       |